# Зажече (Живецький повіт)
Зажече (пол. Zarzecze) — село в Польщі, у гміні Лодиґовиці Живецького повіту Сілезького воєводства.
Населення — 1300 осіб (2011).
У 1975-1998 роках село належало до Бельського воєводства.

## Демографія
Демографічна структура станом на 31 березня 2011 року:
|          | Загалом | Допрацездатний вік | Працездатний вік | Постпрацездатний вік |
| -------- | ------- | ------------------ | ---------------- | -------------------- |
| Чоловіки | 642     | 150                | 422              | 70                   |
| Жінки    | 658     | 128                | 383              | 147                  |
| Разом    | 1300    | 278                | 805              | 217                  |